# 諾基亞Lumia 638
諾基亞Lumia 638（英語：Nokia Lumia 638）是諾基亞在2014年6月時推出的一款中高級手機，在中國内地販售。这款手机与诺基亚Lumia 630的主要不同在于其内存增加到了1GB，且處理器變成 Qualcomm Snapdragon 400。